# Paul Wolfowitz
Paul Dundes Wolfowitz (Nova Iorque, 22 de dezembro de 1943) é um professor e político norte-americano.
Exerceu vários cargos importantes na administração de seu país. Foi embaixador dos Estados Unidos na Indonésia (1986 - 1989),  subsecretário de Defesa (2001 - 2005) no governo de George W. Bush e considerado como o arquiteto da invasão do Iraque em 2003.
Foi também presidente do Banco Mundial (2005 – 2007) tendo renunciado ao cargo após ser acusado de  praticar nepotismo, ao promover sua namorada para um alto cargo na instituição. 
É tido como um dos expoentes do neoconservadorismo, e do neoliberalismo. embora ele próprio prefira identificar-se como um "republicano tipo Scoop Jackson", em alusão ao senador democrata Henry "Scoop" Jackson (1912 –  1983), com quem trabalhou nos anos 1970. Jackson era conhecido por suas posições belicistas em matéria de política externa. 